# Ken Russell
Henry Kenneth Alfred Russell (n. 3 iulie 1927, Southampton, Anglia, Regatul Unit – d. 27 noiembrie 2011, Londra, Anglia, Regatul Unit) a fost un regizor britanic de film, cunoscut pentru munca sa de pionierat în televiziune și film și pentru stilul său flamboiant și controversat. Principalele sale filme au fost adaptări liberale ale textelor existente sau biografii, în special ale compozitorilor, din epoca romantică. Russell a început să regizeze pentru BBC, unde a realizat adaptări creative ale vieții compozitorilor, care erau neobișnuite pentru vremea respectivă. De asemenea, a regizat multe filme de lung metraj independente și pentru studiouri. 
Este cel mai cunoscut pentru filmul său câștigător al premiului Oscar, Women in Love (1969), pentru The Devils (1971),  Tommy (1975) și pentru filmul științifico-fantastic Experiment periculos (1980). De asemenea, Russell a regizat mai multe filme bazate pe viața compozitorilor de muzică clasică, precum Elgar, Delius, Ceaikovski, Mahler și Liszt.
Criticul de film Mark Kermode, vorbind în 2006 și încercând să rezume munca regizorului, l-a numit pe Russell, „cineva care a dovedit că cinematografia britanică nu trebuia să fie despre realismul de la chiuveta de bucătărie - poate fi la fel de flamboiantă ca [opera lui] Fellini. Mai târziu în viața sa a realizat filme experimentale cu buget redus, cum ar fi Lion's Mouth sau Revenge of the Elephant Man, iar acestea sunt la fel de apăsătoare și de diferite ca și celelalte”.
Criticii l-au acuzat că este obsedat de sexualitate și de Biserica Catolică.

## Filmografie

### Filme
- French Dressing (1964)
- Oamenii din umbră (1967)
- Femei îndrăgostite (1969)
- Amanții muzicii (1970)
- Diavolii (1971)
- Iubitul (1971)
- Mesia sălbatic (1972)
- Mahler (1974)
- Tommy (1975)
- Lisztomania (1975)
- Valentino (1977)
- Experiment periculos (1980)
- Între zi și noapte (1984)
- Gothic (1986)
- Salome's Last Dance (1988)
- The Lair of the White Worm (1988)
- Curcubeul pasiunii (1989)
- Whore (1991)
- The Fall of the Louse of Usher (2002)
- A Kitten for Hitler (scurtmetraj, 2007)

### Televiziune
- Elgar (1962)
- Isadora Duncan, the Biggest Dancer in the World (1966)
- Dante's Inferno (1967)
- Song of Summer (1968)
- Afacerea Dreyfus (1991)
- Amantul doamnei Chatterley (miniserial, 1993)
- Puterea gândului (1996)